# Boo 2! A Madea Halloween
Boo 2! A Madea Halloween is een Amerikaanse horrorkomedie uit 2017, geschreven, geregisseerd en geproduceerd door Tyler Perry. Het is de negende film uit de Madea-franchise en een vervolg op Boo! A Madea Halloween.
De film werd genomineerd voor drie Razzies, voor slechtste prequel, sequel, remake of rip-off, slechtste duo en slechtste actrice. Perry won de Razzie voor slechtste actrice voor zijn rol als Madea.